# Kreis Lüchow
| Basisdaten                                      | Basisdaten            |
| ----------------------------------------------- | --------------------- |
| Preußische Provinz                              | Hannover              |
| Regierungsbezirk                                | Lüneburg              |
| Verwaltungssitz                                 | Lüchow                |
| Fläche                                          | 750 km² (1925)        |
| Einwohner                                       | 29.879 (1925)         |
| Bevölkerungsdichte                              | 40 Einw./km² (1925)   |
| Gemeinden                                       | 181 (1910) 150 (1932) |
| Lage des Kreises Lüchow in der Provinz Hannover |                       |
|                                                 |                       |

Der Kreis Lüchow war von 1885 bis 1932 ein Landkreis in der preußischen Provinz Hannover. Der Kreissitz war in Lüchow.

## Geschichte
Der Kreis Lüchow wurde 1885 aus der selbständigen Stadt Lüchow und dem Amt Lüchow gebildet. Am 1. Oktober 1932 wurde der Kreis mit dem benachbarten Kreis Dannenberg zu einem neuen Landkreis zusammengeschlossen, der zunächst Dannenberg hieß und 1951 in Lüchow-Dannenberg umbenannt wurde.

## Landräte
- 1885–1895 Karl Erxleben
- 1895–1908 Bodo von der Knesebeck
- 1908–1919 Karl zu Solms-Laubach
- 1920–1932 Rudolf von Löhneysen[1]

## Einwohnerentwicklung
| Einwohner    | 1890   | 1900   | 1910   | 1925   |
| ------------ | ------ | ------ | ------ | ------ |
| Kreis Lüchow | 29.407 | 28.762 | 29.225 | 29.879 |

## Gemeinden
Die folgende Liste enthält alle Gemeinden, die dem Landkreis Lüchow angehörten. Die mit 1) gekennzeichneten Gemeinden wurden 1928/29 in größere Nachbargemeinden eingegliedert.
Banzau
Bausen
Beesem
Belau
Belitz
Bergen an der Dumme
Beseland
Beutow
Billerbeck
Bischof
Blütlingen
Bockleben
Bösel
Bösen1)
Braudel
Brünkendorf
Bülitz
Bussau
Clenze
Corvin
Dalitz
Dangenstorf
Diahren
Dickfeitzen
Dolgow1)
Dommatzen
Dünsche
Ganse1)
Gartow
Gedelitz
Gielau
Gistenbeck
Gledeberg
Gohlau
Gohlefanz
Göhrde
Gollau
Gorleben
Göttien
Grabow
Granstedt
Groß Breese
Groß Gaddau
Groß Sachau1)
Groß Wittfeitzen1)
Gühlitz
Guhreitzen1)
Gummern
Güstritz
Harpe
Hohenvolkfien1)
Holtorf
Jabel
Jeetzel
Jiggel
Kakau
Kapern
Karmitz
Kassau
Kiefen
Klautze1)
Klein Breese
Klein Gaddau
Klein Sachau1)
Klein Wittfeitzen1)
Klennow
Kloster1)
Köhlen
Kolborn
Krautze
Kremlin
Kriwitz
Kröte1)
Krummasel
Kukate
Külitz1)
Künsche
Kussebode1)
Küsten
Laasche
Lanze
Lefitz1)
Leisten
Lensian
Lichtenberg
Liepe
Loge
Loitze1)
Lomitz
Lübbow
Lübeln
Lüchow
Luckau
Lüsen1)
Lütenthien
Maddau1)
Malsleben
Mammoißel1)
Marleben
Marlin
Meetschow
Meuchefitz
Molden1)
Müggenburg1)
Mützen1)
Nauden
Naulitz
Nemitz
Neritz1)
Niendorf bei Bergen
Niendorf bei Gartow
Oldendorf1)
Pannecke
Pevestorf
Plate
Predöhl
Prezelle
Prezier
Prießeck
Proitze
Püggen
Puttball
Quartzau
Ranzau
Rebenstorf
Reddebeitz1)
Reddereitz
Redemoißel
Reetze
Rehbeck
Reitze
Restorf
Saaße
Saggrian1)
Salderatzen
Sallahn
Sareitz1)
Satemin
Schäpingen
Schlannau
Schlanze
Schletau
Schmarsau
Schnackenburg
Schnega
Schreyahn1)
Schweskau
Schwiepke
Seelwig
Seerau im Drawehn1)
Seerau in der Lucie
Simander
Solkau
Spithal
Starrel1)
Steine
Süthen1)
Tarmitz
Teplingen
Thune
Thurau
Tobringen
Tolstefanz
Trabuhn
Trebel
Tüschau
Vaddensen1)
Varbitz
Vasenthien
Vietze
Volzendorf
Waddeweitz
Warpke
Weitsche
Winterweyhe
Wittfeitzen
Witzeetze im Drawehn1)
Witzeetze im Lemgow
Wöhningen
Woltersdorf
Wustrow
Zargleben1)
Zebelin
Zeetze
Bis zu ihrer Auflösung in den 1920er Jahren bestanden im Kreis Lüchow außerdem mehrere Gutsbezirke und Forstbezirke.